# Daedaleopsis nipponica
Daedaleopsis nipponica är en svampart som beskrevs av Imazeki 1943. Daedaleopsis nipponica ingår i släktet Daedaleopsis och familjen Polyporaceae.   Inga underarter finns listade i Catalogue of Life.